# Rock House
Pour les articles homonymes, voir Rock (homonymie).
La Rock House est une maison du comté de Grand, dans l'Utah, aux États-Unis. Protégée au sein du parc national des Arches, elle est inscrite  au Registre national des lieux historiques, sous le nom de Rock House–Custodian's Residence, depuis le 6 octobre 1988.